# José Batista de Melo
José Batista de Melo (Rio Branco, 20 de junho de 1957) é um advogado e político brasileiro que foi deputado federal pelo Acre.

## Biografia
Filho de Raimundo Hermínio de Melo e Laudelina Souza Batista de Melo. Bacharel em Direito em 1980 pela Pontifícia Universidade Católica do Rio de Janeiro, foi advogado do Instituto Nacional de Colonização e Reforma Agrária em seu estado. Sua carreira política teve início sob a legenda do PMDB pela qual foi eleito deputado federal em 1982 e 1986. Em sua passagem pela Câmara dos Deputados votou a favor da Emenda Dante de Oliveira em 25 de abril de 1984 e com o fracasso das Diretas Já votou em Tancredo Neves na eleição indireta de 1985. Posteriormente participou da Assembleia Nacional Constituinte que elaborou a Constituição de 1988. Ao final de seu mandato não disputou novas eleições.
Seu irmão mais velho, Flaviano Melo, foi governador do Acre e sua prima, Maria Lúcia Araújo, foi deputada federal pelo mesmo estado.